# Thomas Miller (lieutenant-gouverneur de la Saskatchewan)
Pour les articles homonymes, voir Thomas Miller et Miller.
Thomas Miller, né le 21 juillet 1876 et mort le 20 juin 1945, est une personnalité politique canadienne qui fut Lieutenant-gouverneur le la province de la Saskatchewan en 1945.